# WTA de Zhengzhou
O WTA de Zhengzhou – ou Bank of Communications Zhengzhou Open, na última edição – foi um torneio de tênis profissional feminino, de nível WTA 500.
Realizado em Zhengzhou, na China, estreou em 2019, teve um hiato de três anos por conta da pandemia de COVID-19 e de questões sociopolíticas, durando duas edições. Os jogos eram disputados em quadras duras durante o mês de outubro.
Em 2019, substituiu New Heaven na antiga categoria de WTA Premier, mas em outra semana, inserido após o US Open, no início da gira asiática. Em 2024, foi trocado por Liampó, que era WTA 250 e foi promovido a WTA 500.

## Finais

### Simples
| Ano                                                                | Campeã            | Vice-campeã        | Resultado     |
| ------------------------------------------------------------------ | ----------------- | ------------------ | ------------- |
| 2023                                                               | Zheng Qinwen      | Barbora Krejčíková | 2–6, 6–2, 6–4 |
| Torneio suspenso em 2022 devido ao caso Peng Shuai                 |                   |                    |               |
| Torneio não realizado em 2021 e 2020 devido à pandemia de COVID-19 |                   |                    |               |
| 2019                                                               | Karolína Plíšková | Petra Martić       | 6–3, 6–2      |

### Duplas
| Ano                                                                | Campeãs                           | Vice-campeãs                     | Resultado |
| ------------------------------------------------------------------ | --------------------------------- | -------------------------------- | --------- |
| 2023                                                               | Gabriela Dabrowski Erin Routliffe | Shuko Aoyama Ena Shibahara       | 6–2, 6–4  |
| Torneio suspenso em 2022 devido ao caso Peng Shuai                 |                                   |                                  |           |
| Torneio não realizado em 2021 e 2020 devido à pandemia de COVID-19 |                                   |                                  |           |
| 2019                                                               | Nicole Melichar Květa Peschke     | Yanina Wickmayer Tamara Zidanšek | 6–1, 7–62 |